# ゲオルゲニ
ゲオルゲニ (Gheorgheni [ɡe̯orˈɡenʲ])、ハンガリー語名はジェルジョーセントミクローシュ (Gyergyószentmiklós [ˈɟerɟoːsɛntmikloːʃ]) 、ドイツ語名はニクラスマルクト (Niklasmarkt [ˈnɪklasmarkt])。ルーマニア領トランシルヴァニアのハルギタ県にある基礎自治体の市。ハルギタ県では人口第3位の市。セーケイ地方はハンガリー人居住地域なので、市長もハンガリー人。そのためにこの記事の市長名も日本人同様姓が先に表記されている。歴史的にはトランシルヴァニアのセーケイ地方に属するセーケイ人（ハンガリー人）居住地域。市外に下記の4つの村（字）が同市に所属している（左がルーマニア語名、右がハンガリー語名）。
- コヴァチペテル (Covacipeter) / コヴァーチペーテル (Kovácspéter [ˈkovɑ̈ːt͡ʃpe̝ːtɛr])
- ラク・ロシュ(Lacu Roșu)  / ジルコシュトー (Gyilkostó [ˈɟilkoʃtoː])[1]
- ヴァルガタク (Vargatac) / ヴァルガタグ (Vargatag [ˈvɒrɡɒtɒɡ])
- ヴィサフォリオ (Visafolio) / ヴィッサフォヨー (Visszafolyó [ˈvisːsɒfojoː])

名前の起源はハンガリー語の Gyergyó [ˈɟerɟoː]「ジェルジョー」に聖ニコラウスを意味する Szent Miklós [ˈsɛnt ˌmikloːʃ]「セント・ミクローシュ」が付いたもの。Gyergyó はこの地域一帯を指す地名であるが、語源は複数の説がある。ひとつは「ゴロゴロ転がる」と言う意味のハンガリー語の擬態語の動詞の「グログ」gurog [ˈɡuroɡ] （現代共通語の「ゲレグ」görög [ˈɡørøɡ]）から転化したものという説。2つ目はハンガリー人の男性名の「ジェルジュ」(György [ˈɟørɟ]) の名前の付いた「川」(jó [ˈjoː])  の「ジェルジョー」Győrgyjó [ˈɟørɟːɟoː]が転じたもの。3つ目の説は聖ゲオルギウス (Szent György [ˈsɛnt ˌɟørɟ]) の名前が転じたもの。
ルーマニア語名の「ゲオルゲニ」(Gheorgheni [ɡe̯orˈɡenʲ]) は恐らくハンガリー語の Gyergyó の元の形の György が音訳されたもの。
郊外には美しい山々に抱かれた「赤湖」（ロシュ湖 Lacul Roșu [ˈlakul ˈroʃu]）（ハンガリー語では「人飲み湖」、「ジルコシュ湖」 Gyilkos-tó [ˈɟilkoʃtoː]）やカルパティア山中の狭あいなビカズ渓谷 (Cheile Bicazului)（ハンガリー語では「蛙挾間」、「ベーカーシュ挾間」 Békás-szoros [ˈbe̝ːkɑ̈ːʃ ˌsoro ʃ]）などの名勝があり、後者はモルドヴァ地方のネアムツ県との県境となっている。

## 歴史

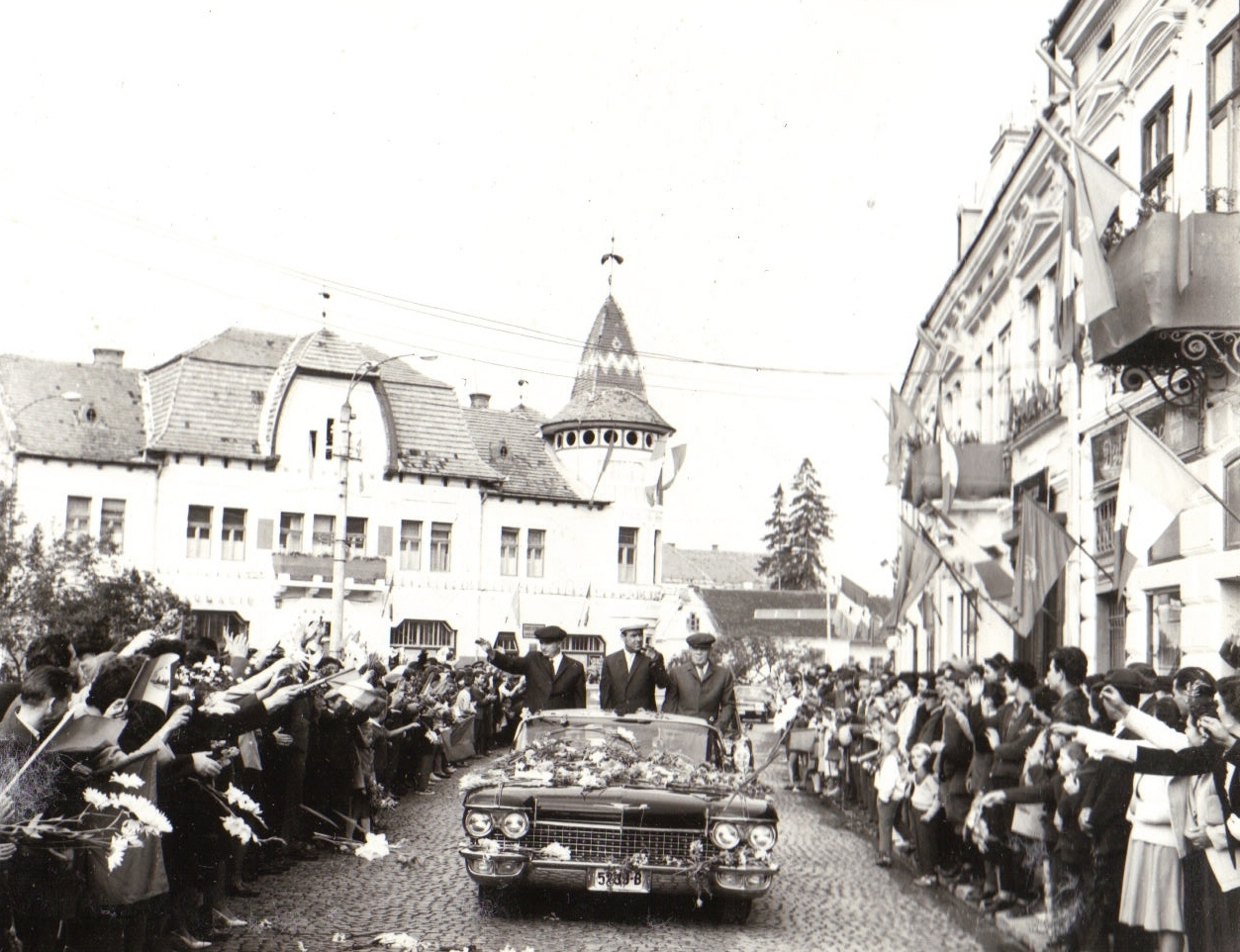
1966年の共産党指導部の訪問

1332年に初めて歴史上に登場した。ハンガリー王国中央部がオスマン・トルコに占領された時に西部の王領ハンガリーとトランシルヴァニア公国（1557年-1765年）に分裂、事実上のハンガリーの継承国家となった。その後トランシルヴァニア大公国（1765年-1867年）を経て1867年にハンガリー王国に復帰した。行政上はチーク城県に属した。第一次世界大戦後のトリアノン条約（1920年）でハンガリー大平原東部と、さらにその東のトランシルヴァニアがルーマニアに割譲された。1940年から1944年の第二次ウィーン裁定ではハンガリーに返還されたが、第二次世界大戦後の1947年に再びルーマニア領となった。1952年にハンガリー人自治州の一部（1960年にムレシュ＝ハンガリー人自治州に改組）となったが、1968年に自治州は廃止され新たに設置されたハルギタ県に所属することになった。

## 人口動態
総人口2万18人（2002年国勢調査）のうちルーマニア人は10.8%（2161人）で、ハンガリー人が87.54%（1万7524人）を占める。
人口推移

## 姉妹都市
- ベーケーシュ（ハンガリー）
- ブダペスト17区（ハンガリー）
- ツェグレード（ハンガリー）
- エゲル（ハンガリー）
- キシュクンマイシャ（ハンガリー）
- シオーフォク（ハンガリー）
- シゲトセントミクローシュ（ハンガリー）
- バチカ・トポラ（トポヤ）（セルビア）[4]